# Philip Sheridan
Vous lisez un « bon article » labellisé en 2009.
Philip Henry Sheridan, né le 6 mars 1831 et mort le 5 août 1888, est un officier de carrière de l'armée américaine et général dans l'Armée de l'Union lors de la guerre de Sécession. Sa carrière est marquée par son accession rapide au grade de major-général et sa collaboration étroite avec le lieutenant-général Ulysses S. Grant, qui transfère Sheridan du commandement d'une division d'infanterie sur le théâtre occidental des opérations, au commandement du corps de cavalerie de l'Armée du Potomac, sur le front est. En 1864, il défait les forces Confédérées dans la vallée de Shenandoah, puis détruit l'infrastructure économique de la vallée, épisode que ses habitants nommèrent « The Burning », faisant ainsi usage pour la première fois dans cette guerre de la tactique militaire dite de la terre brûlée,. En 1865, sa cavalerie poursuit le général Robert E. Lee et le force à se rendre à Appomattox. Après guerre, il est nommé gouverneur militaire du cinquième district militaire (Texas et Louisiane), chargé de la Reconstruction.
Sheridan poursuit ensuite sa carrière lors des guerres indiennes, où son héritage est controversé en raison de la tactique brutale de la terre brûlée qu'il a utilisée contre les amérindiens. Il a milité pour l'abattage systématique de millions de bisons et contre un projet de loi visant à l'interdire. Les historiens sont divisés sur la paternité de la phrase « Un bon Indien est un Indien mort », qui pourrait être une déformation de sa remarque au chef comanche Tosawi en 1869,. La protection de la région de Yellowstone est sa « croisade » personnelle. Il organise deux expéditions d'exploration de la région et met en place un contrôle militaire chargé de prévenir toute destruction de la nature et de la vie sauvage.
En 1871, Sheridan se trouve à Chicago lorsque débute le Grand incendie, il y coordonne ensuite les moyens militaires de secours, ce qui lui vaut la reconnaissance de la cité et de ses habitants. Le 1er novembre 1883, Sheridan succède à William Sherman en tant que Commanding General of the United States Army, poste qu'il occupe quasiment jusqu'à sa mort, en 1888.

## Jeunesse

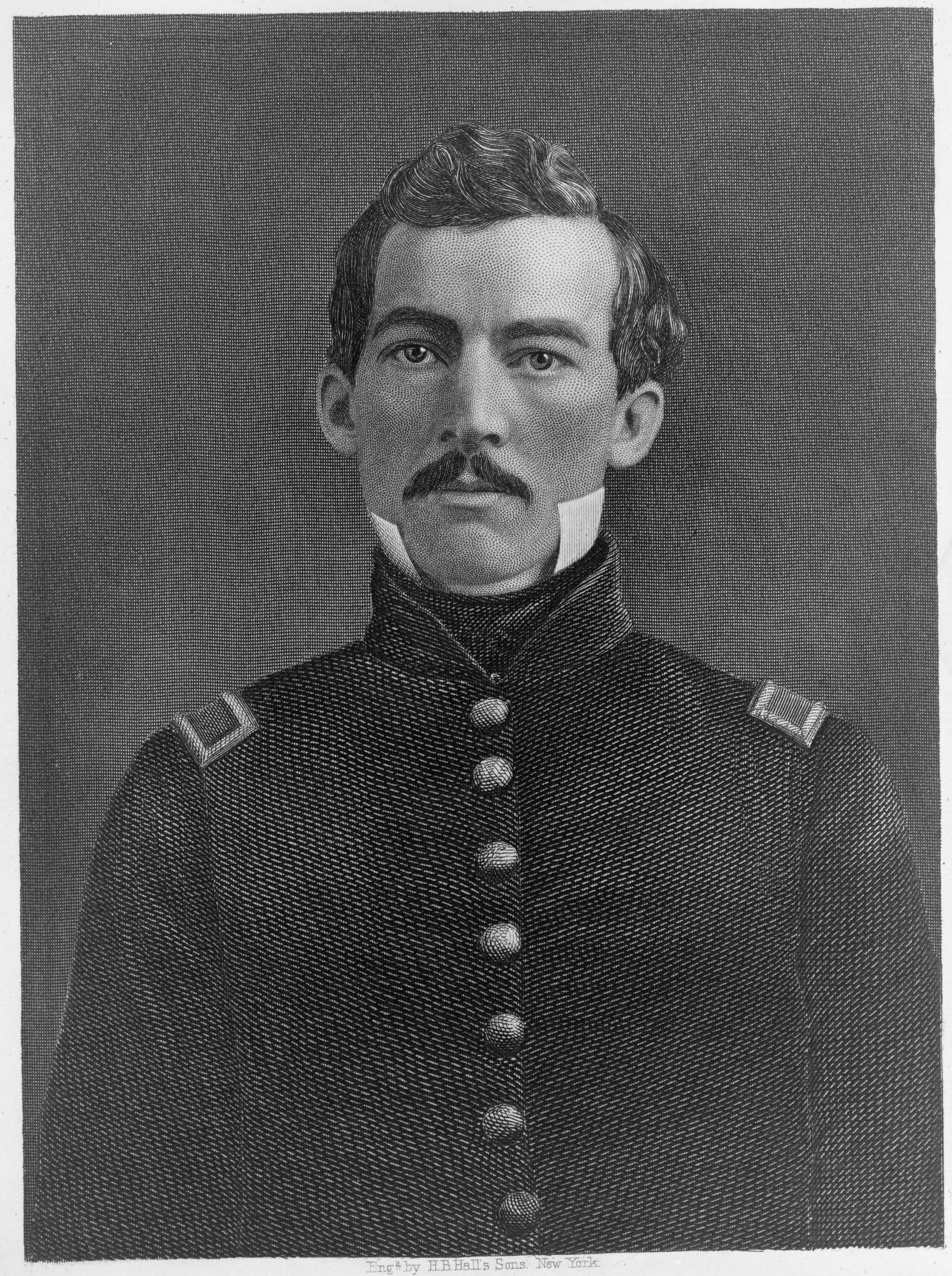
Sous-lieutenant Philip Sheridan, 1er régiment d'infanterie, vers 1853.

Sheridan affirmait qu'il était né à Albany dans l'État de New York, fils de John et Mary Meenagh Sheridan, troisième enfant d'une famille de six, immigrants de la paroisse de Killinkere dans le comté de Cavan en Irlande. Il grandit à Somerset (Ohio). Ayant atteint sa taille adulte, il ne mesurait qu'un mètre soixante-cinq, ce qui lui valut le surnom de « Little Phil » (le petit Phil). Abraham Lincoln décrivit un jour son apparence :
« A brown, chunky little chap, with a long body, short legs, not enough neck to hang him, and such long arms that if his ankles itch he can scratch them without stooping. »
« Un petit gros, brun, avec un grand corps, des jambes courtes, sans assez de cou pour le pendre et de si longs bras qu'il peut se gratter les chevilles sans avoir à se pencher. »
Sheridan, enfant, travaille dans divers magasins de la petite ville, puis comme secrétaire et comptable pour un entrepôt de produits séchés. En 1848, il obtient d'entrer à l'Académie militaire de West Point grâce à l'un de ses clients, le membre du Congrès Thomas Ritchey. Lors de sa troisième année à West Point, Sheridan est exclu durant une année pour s'être battu avec l'un de ses condisciples, William Terrill. Sheridan l'avait menacé de l'embrocher sur une baïonnette à la suite de propos insultants que ce dernier avait tenus sur le terrain d'exercice. Il obtient son brevet en 1853, 34ed'une classe de 52 cadets,..
Sheridan est alors affecté en tant que second lieutenant au 1er régiment d'infanterie à Fort Duncan au Texas, puis au 4e régiment d'infanterie à Fort Reading en Californie. La plupart de son service au 4e d'infanterie se passe sur la côte Nord-Ouest Pacifique, en commençant par une mission topographique dans la vallée de la Willamette en 1855, au cours de laquelle il se retrouve impliqué dans une guerre contre les Yakamas et les Indiens de la Rogue River, acquérant ainsi l'expérience de la conduite de petits groupes de combat. Sheridan est blessé sans gravité, le 28 mars 1857, à Middle Cascade dans le territoire de l'Oregon. Il a également l'occasion de s'exercer à la diplomatie en négociant avec les tribus indiennes. À cette époque, il vit en concubinage avec une Indienne nommée Sidnayoh, fille du chef de la tribu Klickitat. Sheridan négligea d'ailleurs de mentionner cette relation dans ses mémoires. Il est promu premier-lieutenant en mars 1861, juste avant le début de la guerre de sécession, puis capitaine en mai, sitôt après la bataille de Fort Sumter.

## Guerre de sécession

### Théâtre de l'Ouest
À l'automne 1861, Sheridan reçoit l'ordre de se rendre aux Jefferson Barracks, dans le Missouri, pour se joindre au 13e d'infanterie. Il quitte donc son poste de Fort Yamhill en Oregon, pour se rendre à San Francisco, traverse l'isthme de Panama, arrive à New York et de là fait une courte halte chez lui à Somerset. En route vers son nouveau poste, il fait une visite de courtoisie au major-général Henry Wager Halleck à Saint-Louis, qui requiert ses services afin d'auditer les comptes de son prédécesseur le Maj.-gén. John C. Frémont, dont l'administration du département du Missouri était entachée d'accusations de gaspillages et de fraudes pour un montant supposé de 12 millions de dollars.
En décembre, Sheridan est nommé chief commissary officer de l'Armée du sud-ouest Missouri, mais il réussit à convaincre le chef du département, Halleck, de lui donner également le poste de quartermaster general (responsable de l'approvisionnement de l'armée). En janvier 1862, il se présente au rapport du major-général Samuel Curtis et sert sous ses ordres lors de la bataille de Pea Ridge avant d'être remplacé dans son état-major par un ami de Curtis. En rentrant au quartier général de Halleck, il accompagne l'armée à la première bataille de Corinth puis sert comme adjoint de l'ingénieur du département de topographie, il fait également la connaissance du brigadier-général William T. Sherman, qui lui offre le poste de colonel du régiment d'infanterie de l'Ohio. Cependant sa nomination échoue, mais Sheridan reçoit ensuite l'appui d'amis (dont le futur secrétaire d'État à la Guerre Russell Alger), qui sollicitent le gouverneur du Michigan, Austin Blair, en son nom. Sheridan est nommé colonel du 2nd Michigan Cavalry le 27 mai 1862, bien qu'il n'ait aucune expérience dans cette arme.

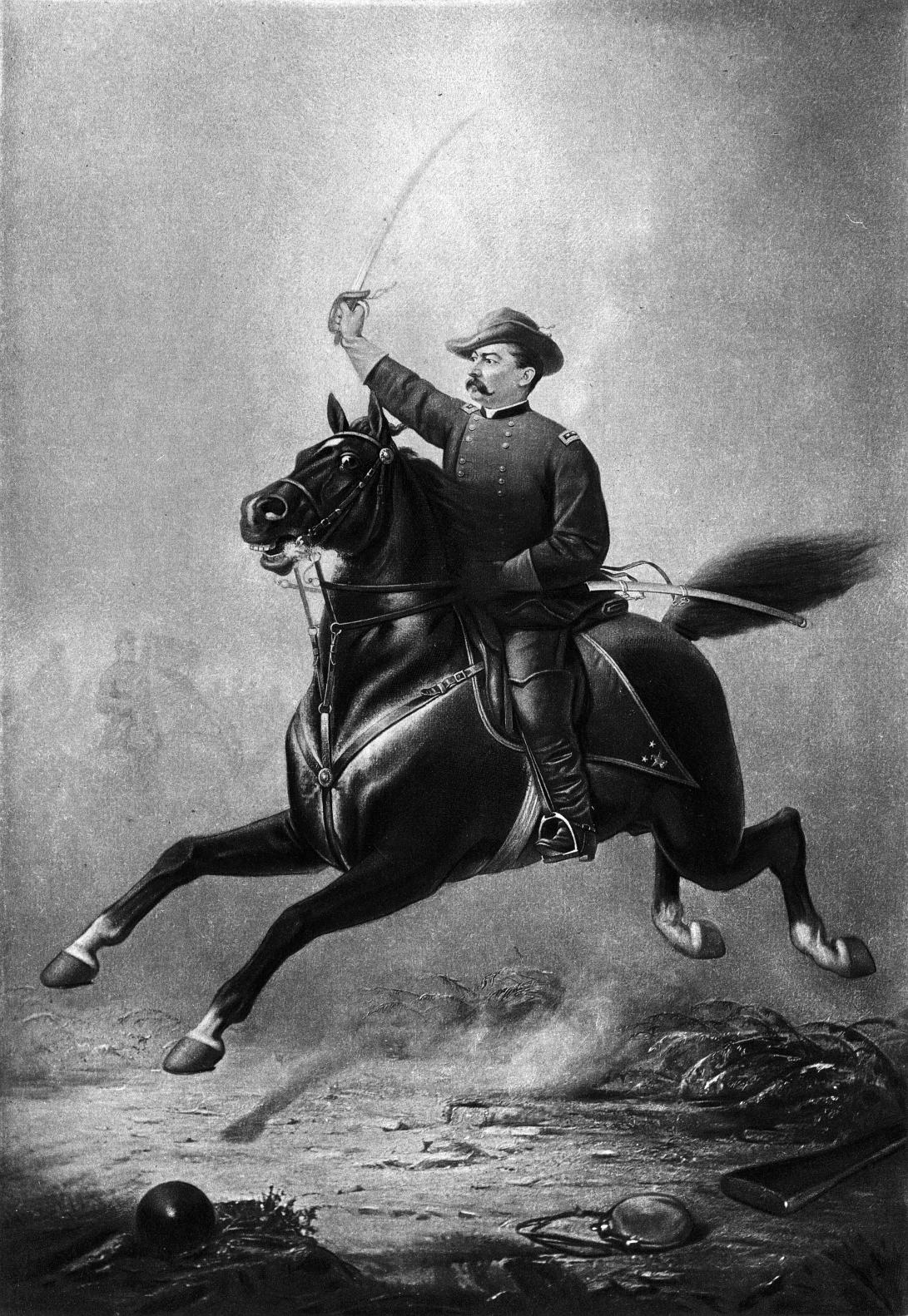
Sheridan rejoint la cavalerie en 1862.

Le mois suivant, Sheridan commande ses propres troupes au combat, conduisant une petite brigade comprenant son régiment. Lors de la bataille de Booneville, le 1er juillet 1862, il met en échec plusieurs régiments de cavalerie Confédérée du brigadier-général James Chalmers, repousse une attaque par le flanc grâce à une diversion bruyante et transmet des renseignements importants sur les positions de l'ennemi. Ses faits d'armes impressionnent tant les commandants de la division, y compris le brigadier-général William Rosecrans, qu'ils recommandent la promotion de Sheridan au grade de brigadier-général. Ils écrivent à Halleck :
« Brigadiers scarce; good ones scarce ... The undersigned respectfully beg that you will obtain the promotion of Sheridan. He is worth his weight in gold. »
« Les généraux de brigade sont rares ; les bons sont encore plus rares ... Les soussignés demandent respectueusement que vous obteniez la promotion de Sheridan. Il vaut son pesant d'or. »
La promotion est approuvée en septembre, mais datée effectivement du 1er juillet en récompense de ses prouesses à Booneville. C'est juste après Boonville qu'un de ses camarades officier lui offre un cheval nommé Rienzi (d'après l'escarmouche de Rienzi dans le Mississippi), qu'il montera tout au long de la guerre.
Sheridan reçoit le commandement de la 11e Division du IIIe Corps, de l'Armée de l'Ohio du major-général Don Carlos Buell. Le 8 octobre 1862, il conduit sa division à la bataille de Perryville. Bien qu'il ait reçu l'ordre de ne pas provoquer l'engagement avant que l'armée au complet n'ait été réunie, Sheridan entraîne ses hommes au-delà de la ligne de front pour se rendre maître de la source d'eau potable de Doctor's Creek. Bien qu'il batte en retraite sur ordre du commandant du IIIe Corps, le major-général Charles Gilbert, les Confédérés encouragés par le mouvement impromptu de Sheridan engagent la bataille, il s'ensuit un affrontement sanglant lors duquel les deux camps souffrent de lourdes pertes, sans qu'aucun ne puisse prétendre à la victoire.
Le 31 décembre 1862, au premier jour de la bataille de la Stones River, Sheridan anticipe un assaut des Confédérés et place sa division en préparation de cette attaque imminente. Ses troupes parviennent à contenir les Confédérés qui, à court, de munitions sont contraints de battre en retraite. Cette action permet à l'armée de l'Union de se regrouper sur une solide position défensive. En récompense de cette brillante action, Sheridan est promu major-général le 10 avril 1863 (encore une fois datée antérieurement au 31 décembre 1862 pour marquer la date de son exploit) et il reçoit le commandement de la 2e Division du IVe Corps de l'Armée du Cumberland. En six mois, il est passé du grade de capitaine à celui de major-général.
L'Armée du Cumberland s'étant remise de l'affrontement de Stones River, elle se prépare pour son offensive d'été contre les troupes du général Braxton Bragg. Sheridan et ses hommes font partie de l'avant-garde lancée contre Bragg lors de la campagne de Tullahoma du général Rosecrans. Au deuxième jour de la bataille de Chickamauga, le 20 septembre 1863, la division de Sheridan résiste vaillamment à une attaque des troupes confédérées du général James Longstreet, mais est finalement submergée. Le général Rosecrans se replie alors sur Chattanooga sans laisser d'ordres à ses subordonnés. Sheridan, peu sûr alors de ce qu'il convient de faire, ordonne à sa division de se replier avec le reste de l'armée. Seul le XIVe Corps du major-général George Thomas reste sur place. Recevant un message de Thomas relatant la résistance désespérée de ses hommes sur le champ de bataille, Sheridan donne l'ordre à sa division de faire demi-tour, mais ils n'arrivent hélas pas à temps pour aider Thomas et ses troupes qui ont finalement eux aussi fait retraite. Cependant, cette tentative pour venir en aide à Thomas sauve probablement la carrière de Sheridan, contrairement à celle de certains de ses pairs.
Lors de la bataille de Chattanooga, à Missionary Ridge (« la crête du missionnaire ») le 25 novembre 1863, la division de Sheridan et d'autres, faisant partie de l'armée de George Thomas enfoncent les lignes confédérées en une charge farouche qui outrepasse les ordres et les attentes de Thomas et d'Ulysses Grant. Juste avant que ses hommes n'enfourchent leur monture, Sheridan leur jette : « Remember Chickamauga » (« souvenez-vous de Chickamauga »), c'est ce que nombre d'entre eux crièrent en avançant vers la ligne de front. Malgré le feu ennemi qui s'abat sur eux depuis le sommet de la crête, ils la gravissent jusqu'au sommet. Sheridan repère un groupe d'officiers confédérés adossés à la crête et leur crie, « je suis à vous ! » Un obus explose alors, le couvrant de boue et il ajoute, « cela est fichtrement mal élevé ! Je devrai donc me saisir de ces canons ! » La charge de l'Union brise les lignes confédérées sur la crête et l'armée de Bragg bat en retraite. Sheridan, emporté par son élan, ordonne à ses hommes de poursuivre Bragg jusqu'à l'entrepôt confédéré de la gare de Chickamauga, puis il les rappelle lorsqu'il réalise qu'il est le seul commandant à s'être tant avancé. Le général Grant dans son rapport après la bataille écrira, « L'Armée du Cumberland et la Nation ont, ce jour, une dette envers le rapide mouvement de Sheridan qui permit la capture de tant de prisonniers, de canons et d'armes. »

### Overland Campaign

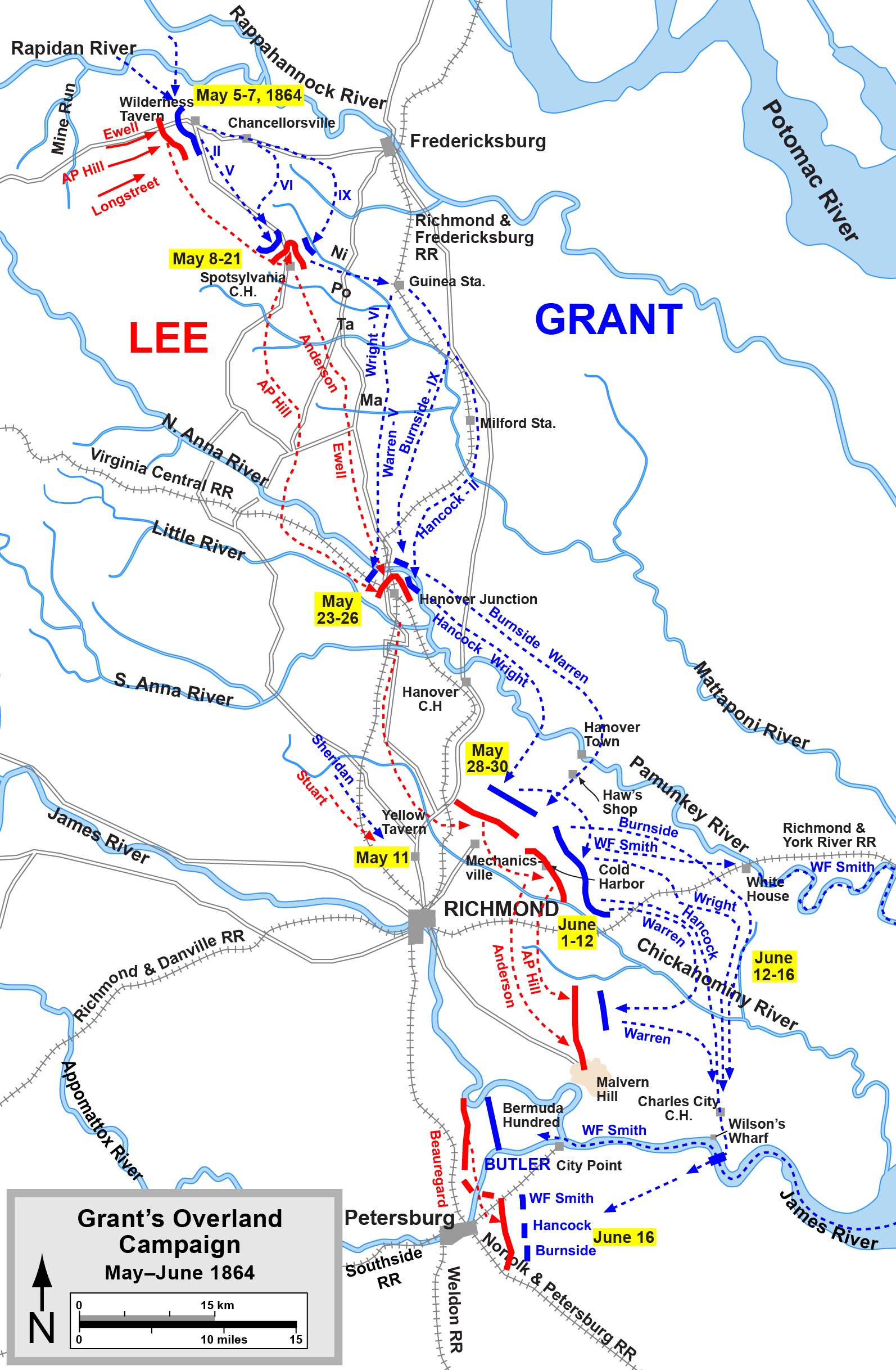
LOverland Campaign de 1864.
Confédérés
Union

Le lieutenant-général Ulysses S. Grant, fraîchement promu général en chef des armées de l'Union, fait transférer Sheridan sur le théâtre des opérations de l'Est et le place à la tête de la cavalerie de l'Armée du Potomac. Sans que Sheridan ne le sache, il n'est en fait que le second choix de Grant qui avait pressenti à ce poste le major-général William Franklin, mais Grant s'est rallié finalement à la suggestion du chef d'état-major Henry W. Halleck. Après la guerre, ainsi que dans ses mémoires, Grant revendiquera cependant que Sheridan était l'homme de la situation et celui qu'il voulait à ce poste. Sheridan arrive au quartier général de l'Armée du Potomac le 5 avril 1864, un peu moins d'un mois avant que Grant ne lance sa grande offensive contre Robert Lee.
Lors des premières batailles de la campagne terrestre de Grant, la cavalerie de Sheridan est reléguée, par le major-général George Meade, à son rôle traditionnel (surveillance, reconnaissance, escorte de trains et protection des lignes arrière), au grand dam de Sheridan. Lors de la bataille de la Wilderness (5 et 6 mai 1864), la région fortement boisée empêche tout rôle significatif de la cavalerie. Alors que l'armée exécute un mouvement tournant sur le flanc droit des Confédérés en direction de Spotsylvania, les troupes de Sheridan ne parviennent pas à dégager la route, ce qui permet aux Confédérés de conquérir les carrefours routiers les plus importants avant l'arrivée de l'infanterie de l'Union.
Lorsque Meade réprimande Sheridan pour n'avoir pas rempli ses missions de surveillance et de reconnaissance, ce dernier passe par-dessus son supérieur direct et demande au général Grant que sa cavalerie reçoive des missions stratégiques et soit engagée dans des opérations de raids contre l'ennemi. Grant approuve et, du 9 au 24 mai, l'envoie mener des raids sur Richmond. Ces actions sont moins fructueuses que prévu ; cependant les cavaliers de Sheridan parviennent à tuer le commandant de la cavalerie confédérée, le major-général J.E.B. Stuart, lors de la bataille de Yellow Tavern le 11 mai. Ces raids ne menacent jamais réellement Richmond et laissent Grant sans renseignement de la cavalerie à Spotsylvania et à North Anna. L'historien Gordon C. Rhea écrira :
« En retirant sa cavalerie à Spotsylvania, Sheridan handicapa sérieusement Grant lors de ses batailles contre Lee. L'Armée de l'Union fut privée de ses yeux et de ses oreilles lors d'un moment décisif de la campagne. Et la décision de Sheridan de se jeter sur les défenses de Richmond, avec une ostentation exagérée et vaine, mit en péril son commandement. »
En rejoignant l'Armée du Potomac, la cavalerie de Sheridan remporte une victoire tactique à Haw's Shop (28 mai), mais ses pertes sont lourdes et elle permet à la cavalerie confédérée d'obtenir des renseignements importants sur le dispositif des troupes de l'Union. Elle prend des carrefours routiers stratégiques ce qui déclenche la bataille de Cold Harbor (1er au 12 juin) puis repousse nombre d'assauts avant de recevoir des renforts. Sheridan lance ensuite un raid au nord-ouest pour couper la Virginia Central Railroad et rejoindre l'armée de la vallée de Shenandoah du major-général David Hunter. Mais il est intercepté par la cavalerie confédérée du major-général Wade Hampton et défait lors de la bataille de Trevilian Station, ayant ainsi manqué tous les objectifs de son raid.
L'histoire ne retiendra que les succès de Sheridan lors de l'Overland Campaign, grâce à la très claire victoire de l'Union à Yellow Tavern, soulignée par la mort de Jeb Stuart, qui tendra à laisser dans l'ombre ses autres actions et batailles moins glorieuses. Dans le rapport du Corps de cavalerie de Sheridan, à propos de sa stratégie pour cette arme, il écrira :
« Le résultat fut un succès constant et l'annihilation presque totale de la cavalerie des rebelles. Nous allions où nous voulions et quand nous le décidions ; nous fûmes toujours à l'offensive et toujours victorieux. »
L'historien Eric J. Wittenberg a cependant publié un point de vue contraire, qui mentionne que sur quatre raids stratégiques majeurs (Richmond, Trevilian, Wilson-Kautz et First Deep Bottom) et treize engagements importants de la cavalerie lors de la campagne, seul celui de Yellow Tavern peut être considéré comme une victoire de l'Union, et que lors des raids de Haw's Shop, Trevilian Station, Meadow Bridge, Samaria Church et Wilson-Kautz, les troupes de Sheridan furent proches de leur destruction.

### Armée de la Shenandoah
Tout au long de la guerre, la Confédération envoie des armées depuis la Virginie, à travers la vallée de Shenandoah pour envahir le Maryland et la Pennsylvanie, ainsi que pour menacer Washington. Le lieutenant-général Jubal Early, suivant le même schéma lors des campagnes de la vallée de Shenandoah, et dans l'espoir de distraire Grant du siège de Petersburg, attaque les troupes de l'Union à proximité de Washington et effectue des raids sur plusieurs villes de Pennsylvanie. Grant, en réaction à l'indignation politique suscitée par cette invasion, organise la Middle Military Division, dont les troupes sur le terrain seront connues sous le nom d'Armée de la Shenandoah. Il envisage alors divers candidats et possibilités pour en assurer le commandement, dont George Meade, William B. Franklin et David Hunter, pour ces deux derniers il songe leur confier la direction de la Middle Military Division alors que le commandement de l'Armée reviendrait à Sheridan. Tous ces choix sont rejetés soit par Grant lui-même, soit par le secrétaire à la Guerre Edwin M. Stanton, qui trouve Sheridan trop jeune pour occuper une telle position. Cependant, Sheridan se voit confier les deux postes à Harpers Ferry le 7 août 1864. Sa mission n'est pas seulement de défaire les troupes de Early et d'interdire la route nord à toute invasion mais aussi de détruire la riche région agricole de la vallée de la Shenandoah tenue par les Confédérés.
Grant dit à Sheridan :
« Les gens doivent savoir qu'aussi longtemps qu'une armée peut se trouver à proximité, ils doivent craindre des raids, mais que nous sommes déterminés à les stopper par tous les moyens ... Ne laissez aucun répit à l'ennemi ... Endommagez toutes les voies ferrées et les récoltes possibles. Saisissez toutes les marchandises, quelles qu'elles soient ainsi que les Noirs afin d'empêcher toute nouvelle récolte. Si la guerre doit durer une autre année, nous voulons que la vallée de la Shenandoah ne soit plus qu'une terre désolée. »
Sheridan prend le temps d'organiser son armée afin de parer aux renforts reçus par Early ; Grant lui ayant ordonné de ne pas lancer l'offensive dans une situation désavantageuse pour les troupes de l'Union. Ce même Grant lui reprochant ensuite son immobilisme. Pendant un mois, les troupes ne sont pas engagées, ce qui cause la consternation politique du Nord alors qu'approche l'élection présidentielle de 1864. Les deux généraux se rencontrent le 16 septembre à Charles Town et se mettent d'accord pour que Sheridan lance l'attaque sous quatre jours.
Le 19 septembre, Sheridan remporte la victoire sur les troupes de Early, inférieures en nombre, lors de la bataille d'Opequon puis poursuit le 22 septembre par un nouveau succès lors de la bataille de Fisher's Hill. Alors qu'Early tente de regrouper ses troupes, Sheridan entame la partie punitive de sa mission, envoyant sa cavalerie, très loin au sud, jusqu'à Waynesboro pour y saisir ou détruire bétail et provisions, et pour brûler les étables, les moulins, les usines et les voies ferrées. Les hommes de Sheridan font consciencieusement leur travail rendant une région de plus de 1 000 km2 pratiquement inhabitable. Ces destructions présagent la politique de la terre brûlée de la marche de Sherman vers la mer à travers la Géorgie qui interdira à l'armée confédérée une base de repli et portera la guerre au sein de la population qui la soutenait. Les habitants feront référence à cette destruction massive en la nommant « The Burning ». Les confédérés ne restent pas inactifs pendant cet épisode, les hommes de Sheridan sont constamment harcelés par la guérilla organisée par le colonel John Singleton Mosby.

Sheridan's Ride
Chromolithographie de Thure de Thulstrup (1886).

Sheridan pense alors que Jubal Early n'est plus dans les parages et envisage de rejoindre Grant à Petersburg avec ses troupes, mais Early reçoit des renforts le 19 octobre à Cedar Creek et lance une attaque surprise alors que Sheridan se trouve à une vingtaine de kilomètres de son armée à Winchester. Entendant au loin le grondement du canon, il part à bride abattue rejoindre ses hommes. Il arrive sur le champ de bataille vers 10 heures 30 et commence à regrouper ses hommes. Heureusement pour Sheridan, les hommes de Early, affamés et fourbus sont trop occupés à piller les campements de l'Union pour se soucier de lui. On considère généralement que les actions de Sheridan sauvèrent cette journée (même si le major-général Horatio Wright, commandant le VIe corps d'armée de Sheridan avait déjà rallié ses hommes et stoppé leur retraite) et en firent finalement une victoire. Early subit alors sa plus cuisante défaite, rendant son armée pratiquement incapable de toute nouvelle action offensive. Sheridan reçoit ensuite une lettre de remerciement personnelle d'Abraham Lincoln ainsi que sa promotion au grade de major-général de l'armée régulière de États-Unis le 8 novembre 1864, faisant ainsi de lui le quatrième général de l'Armée, après Grant, Sherman et Meade. Après cet exploit, Thomas Buchanan Read, écrit un poème, devenu célèbre, La Chevauchée de Sheridan (anglais : Sheridan's Ride), célébrant le retour du général lors de la bataille. Sheridan apprécie la renommée que lui confère le poème de Read et le pousse même à rebaptiser son cheval de Rienzi en « Winchester », se basant sur le refrain du poème Winchester, twenty miles away. Le poème sera largement utilisé par les Républicains lors de la campagne électorale et certains lui attribuent même une part dans la victoire d'Abraham Lincoln.
Sheridan passe les mois qui suivent engagé dans quelques escarmouches contre la guérilla. Grant cependant exhorte toujours Sheridan à avancer vers le sud afin d'empêcher la Virginia Central Railroad d'approvisionner Petersburg, mais Sheridan n'obtempère pas. Le VIe Corps de Wright rejoint Grant en novembre. Le reste des hommes de Sheridan, principalement la cavalerie et l'artillerie, quittent leurs quartiers d'hiver le 27 février 1865 et se dirigent vers l'est. Les ordres de Grant, assez imprécis, sont de détruire la Virginia Central Railroad et le canal des rivières James et Kanawha, de prendre, si possible, Lynchburg, puis de rejoindre William T. Sherman en Caroline du Nord ou de rentrer à Winchester.

### La campagne d'Appomattox

Retraite de Lee lors de la campagne d'Appomattox du 3 au 9 avril 1865.
Confédérés
Union

Sheridan interprète très librement les ordres de Grant et plutôt que de marcher vers la Caroline du Nord en mars 1865, il part rejoindre l'Armée du Potomac à Petersburg. Il écrira dans ses mémoires :
« Sentant que la guerre touchait à sa fin, je souhaitais que ma cavalerie participât à sa conclusion. »
Son plus beau fait d'armes lors de la guerre de Sécession sera sa poursuite implacable de l'Armée de Lee, menant ainsi l'action la plus cruciale de la campagne d'Appomattox pour Grant.
Sur la route de Petersburg, lors de la bataille de Waynesboro, le 2 mars, il capture les restes de l'armée de Early dont 1 500 hommes se rendent. Le 1er avril, il coupe les lignes d'approvisionnement de Lee à Five Forks, contraignant Lee à évacuer Petersburg. Lors de cette bataille, il ruine la carrière militaire du major-général Gouverneur K. Warren en le relevant de son commandement du Ve Corps dans des circonstances, qu'une commission d'enquête déclarera plus tard injustifiées.
L'attaque de Sheridan, parfaitement exécutée, lors de la bataille de Sayler's Creek, le 6 avril, scelle le destin de l'armée de Lee, par la capture de plus de 20 % du reste de ses troupes. Le président Lincoln envoie à Grant un télégramme le 7 avril :
« Le général Sheridan nous dit 'Si on le presse je pense que Lee se rendra.' Alors qu'on le presse. »
À Appomattox, le 9 avril 1865, Sheridan empêche Lee de s'échapper, contraignant ensuite l'Armée de Virginie du Nord à se rendre. En fin de journée, Grant résume ainsi le fait d'armes de Little Phil :
« Je pense que le général Sheridan n'a pas son pareil parmi les généraux, qu'ils soient vivants ou morts. »

## La reconstruction
Après la capitulation de Lee et celle du général Joseph E. Johnston en Caroline du Nord, la seule force confédérée opérationnelle restante se trouve au Texas, sous le commandement du général Edmund Kirby Smith. Grant nomme Sheridan commandant du district militaire du sud-ouest le 17 mai 1865, avec pour ordre de défaire Smith dans les plus brefs délais et de ramener le Texas et la Louisiane au sein de l'Union. Cependant, Smith se rend avant que Sheridan n'atteigne La Nouvelle-Orléans. Grant est également inquiet de la situation chez le voisin mexicain, où les Français, avec leurs 40 000 soldats manipulent le régime de leur marionnette, Maximilien Ier du Mexique. Il donne donc à Sheridan mission de rassembler une force importante d'occupation au Texas. Sheridan organise 50 000 hommes en trois corps, qui occupent rapidement les villes du littoral, se répartissent dans l'État et commencent à patrouiller sur la frontière mexicaine. Cette présence de l'armée, les pressions politiques américaines et la force croissante de la résistance de Benito Juárez conduisent les Français à abandonner leurs prétentions sur le Mexique et finalement Napoléon III retire ses troupes en 1866. Sheridan admettra plus tard, dans ses mémoires avoir fourni des armes aux forces de Juárez :
« ... des armes et munitions, que nous avons déposés en des endroits propices de notre côté du fleuve afin qu'ils tombent entre leurs mains. »

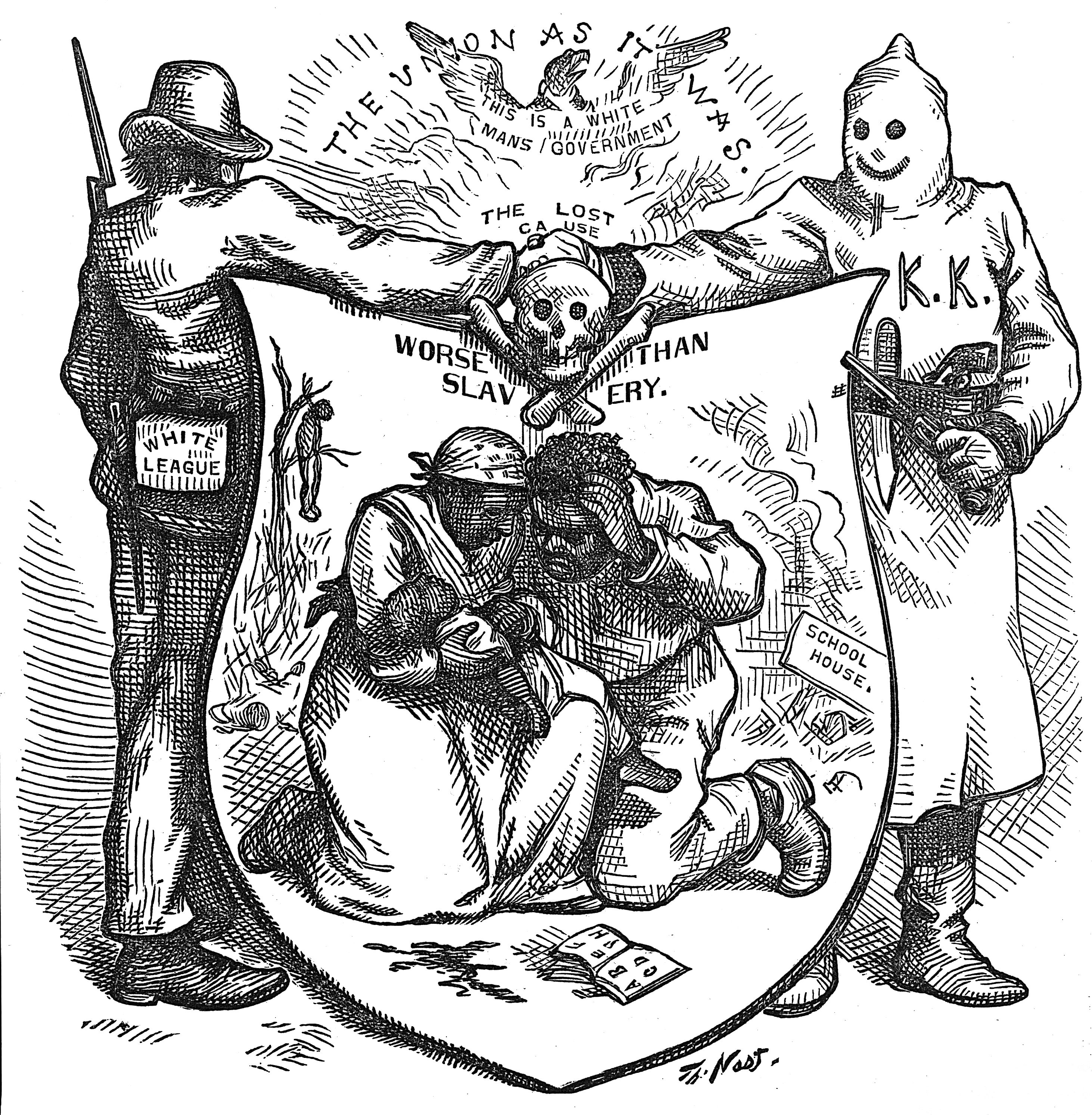
Dessin de presse paru dans le Harper's Magazine caricaturant l'opposition du Ku Klux Klan et de la White League à la Reconstruction.

Le 30 juillet 1866, alors que Sheridan est au Texas, une foule blanche attaque la convention constitutionnelle à La Nouvelle-Orléans. Trente-quatre noirs sont tués. Peu après son retour, Sheridan envoie un câble à Grant :
« Plus je reçois d'informations concernant les évènements du 30 dans cette ville, plus cela devient révoltant. Il ne s'agissait pas d'une émeute, mais d'un massacre délibéré. »
En mars 1867, alors que la Reconstruction vient juste de commencer, Sheridan est nommé gouverneur militaire du cinquième district militaire (Texas et Louisiane). Il limite alors strictement l'inscription sur les registres électoraux aux seuls ex-Confédérés et précise que seuls ceux inscrits dans ces registres (y compris les noirs) seront autorisés à siéger dans un jury.
Une enquête sur l'émeute tragique de 1866 implique nombre de responsables locaux et Sheridan limoge le maire de La Nouvelle-Orléans, le procureur général de Louisiane et l'un des juges du district. Il révoque ensuite le gouverneur de Louisiane, James M. Wells, l'accusant d'être « un politicien fourbe et un malhonnête homme ». Il révoque également le gouverneur du Texas James W. Throckmorton, un ancien Confédéré, pour être une « entrave à la reconstruction de l'État », en le remplaçant par le Républicain qui avait perdu contre lui lors de la précédente élection. Sheridan se querelle pendant des mois avec le président Andrew Johnson sur l'interprétation des lois sur la reconstruction militaire et les questions de droit de vote. Après un mois de lutte, le président révoque Sheridan, mentionnant à un Grant furieux que, « l'administration de Sheridan fut d'une tyrannie sans borne, sans aucune référence aux principes qui nous gouvernent ou à la nature de nos institutions. »
Si Sheridan est impopulaire au Texas, il n'a lui-même que peu d'estime pour le Lone Star State. En 1866, les journaux lui attribuent la citation suivante :
« Si j'étais propriétaire du Texas et de l'Enfer, je mettrai le Texas en location et je vivrais en Enfer. »
Une déclaration qu'il répètera, d'ailleurs, plus tard sous diverses formes.
Lors de la présidence de Grant, alors que Sheridan est en poste dans l'ouest, il est à nouveau envoyé en Louisiane, à deux occasions, pour s'occuper de problèmes de retard dans la Reconstruction. En janvier 1875, des troupes fédérales doivent intervenir au législatif de Louisiane à la suite de tentatives illégales de prise du pouvoir aussi bien de la part des Républicains que des Démocrates. Sheridan soutient le gouverneur William P. Kellogg, un Républicain du Nord parachuté dans la région qui remporta l'élection disputée de 1872 dans l'État et qui dénonça tous les opposants à son régime comme étant des « bandits » qui devaient être déferrés aux tribunaux militaires et déchus de leurs droits. L'administration Grant est contrainte de s'en mêler à la suite de la clameur publique. Le New York World titre alors « Tyrannie ! Un État souverain assassiné ! » En 1876, Sheridan est envoyé prendre le commandement des troupes à La Nouvelle-Orléans pour y maintenir la paix, à la suite de la très disputée élection présidentielle de cette année-là.

## Les guerres indiennes
Avec son camarade de promotion, le général George Crook, il avait gagné dès les années en 1855-1856 la guerre contre les indiens Yakimas, cinq ans avant la guerre de Sécession.
Après la guerre de Sécession, il devient l'adversaire impitoyable des Indiens. C'est lui qui confiera à son ami et meilleur officier pendant la guerre de Sécession, le lieutenant-colonel George A. Custer, le soin de les poursuivre dans le nord-ouest des États-Unis, en particulier la région des Black Hills, où a été découvert de l'or et où une société baptisée Homestake va creuser la première grande mine d'or au monde, Homestake Mining.
Ses théories sur la guerre totale consistent à traquer les femmes et enfants jusque dans leurs villages et de détruire systématiquement les abris, les réserves de nourriture et les chevaux des Indiens, de préférence au cœur de l’hiver, au moment où les Indiens sont le plus vulnérables. Il insiste aussi pour la construction d'un réseau de forts qui quadrillent tout le pays.
Les Indiens des Grandes Plaines sont restés neutres lors la guerre de Sécession. Mais la découverte d'or en novembre 1858 dans les Montagnes Rocheuses du Colorado suscite la ruée vers l'or de Pikes Peak, des mines de Pikes Peak à l'ouest du Kansas jusqu'au sud-ouest du Nebraska, générant la création du Territoire du Colorado le 28 février 1861. Allant jusqu'à Comstock, découvert en 1859 au Nevada, environ 100 000 chercheurs d'or fondent 250 villes fantômes dans le Colorado, vite abandonnées. Appelés les Fifty-Niner (les « cinquante-neufards »), d'après l'année 1859 qui fut la pire année de cette ruée, il se déplacèrent partout dans l'ouest, épuisant rapidement l'or alluvionnaire trouvé ici ou là. Ces prospecteurs accusèrent les indiens de leur voler du bétail, dans l'espoir de modifier les frontières des réserves fixées lors du Traité de Fort Laramie (1851), ce qu'ils obtinrent dès 1861 avec la signature du Traité de Fort Wise, contesté par de nombreuses tribus. En 1864, le major John Chivington, de la milice du Colorado, attaque un paisible village d'Arapahos et de Cheyennes du sud à Sand Creek, y tuant plus de 150 Indiens. Cette attaque relance les guerres indiennes, trois ans avant que Sheridan soit appelé à combattre les indiens.
La protection des Grandes Plaines incombe alors au département du Missouri, une région administrative militaire s'étendant sur plus de 2 600 000 km2, comprenant toutes les terres entre le Mississippi et les Montagnes Rocheuses. Le major-général Winfield Hancock est en poste au département depuis 1866, mais il conduit très mal sa campagne. Il en résulte des raids vengeurs de la part des Sioux et des Cheyennes. Selon des colons blancs, les Indiens attaquent les diligences postales, brûlent les gares et tuent leurs employés. Ils tuent, violent et kidnappent nombre de colons sur la frontier. Sous la pression de plusieurs gouverneurs, Ulysses S. Grant se tourne vers Sheridan, même si le président Andrew Johnson l'avait révoqué de sa mission dans le Sud.
En août 1867, il prend la tête du département du Missouri, avec pour mission de « pacifier » les plaines. Il juge ses troupes, même avec l'appui de la milice, trop peu nombreuses et trop dispersées pour avoir assez d'impact. Il conçoit donc une stratégie, similaire à celle utilisée dans la vallée de Shenandoah. Lors de la campagne hivernale de 1868–69, il attaque les Cheyennes, Kiowas et Comanches dans leurs quartiers d'hiver, tuant ceux qui résistent et déportant les autres dans des réserves, après leur avoir pris leurs provisions et leur bétail.

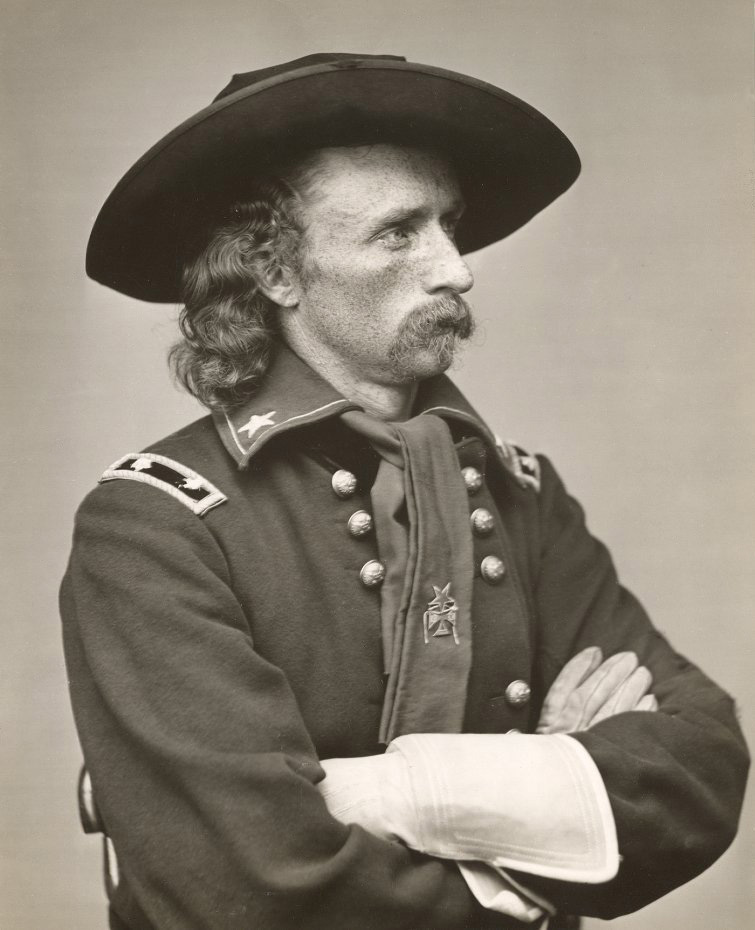
George Armstrong Custer tué lors de la bataille de Little Big Horn et dont Sheridan avait dit : « Custer est l'homme le plus capable de la cavalerie ».

Lors de sa déposition au Congrès, Sheridan encourage la chasse et l'abattage en masse des bisons des Grandes Plaines afin de priver les indiens de leur principale source de nourriture. Des chasseurs professionnels, braconnant sur les terres indiennes tueront plus de 4 millions de bisons jusqu'en 1874. Sheridan s’en félicite en ces termes : « Let them kill, skin and sell until the buffalo is exterminated. » (« Au nom de la paix, laissez-les tuer, dépouiller et vendre les bisons jusqu'à leur extermination. »). Lorsque l'assemblée législative du Texas envisage de rendre hors la loi la chasse aux bisons sur les terres tribales, Sheridan, en personne, s'y oppose à Austin. Il suggère plutôt que le législatif offre une médaille au chasseur, portant sur une face un bison mort et sur l'autre un Indien dépité. Le département de Sheridan mène successivement les guerres de Red River, d'Ute et celle des Black Hills, qui se termine par la mort de son ami personnel et subordonné, le lieutenant-colonel George Armstrong Custer. Les raids indiens diminuent dans certains endroits pendant les années 1870. Ils redoublent et prennent au contraire de l'ampleur dans les grandes plaines, la région des Black Hills et l'Arizona. Au début des années 1880, Sheridan est pourtant nommé Commanding General of the United States Army.
C'est en 1869, pendant sa campagne contre les Indiens, lors d'une rencontre avec le chef comanche Tosawi, que ce dernier lui aurait dit, dans un anglais approximatif, « Me, Tosawi; me good Injun » (« Moi Tosawi ; moi bon Indien »), ce à quoi Sheridan aurait répondu « The only good Indians I ever saw were dead » (« Les seuls bons Indiens que j'aie jamais vus étaient morts »). La citation aurait été déformée en « The only good Indian is a dead Indian » (« Le seul bon Indien est un Indien mort »), version qui fut souvent utilisée afin de discréditer sa carrière lors des guerres indiennes. Sheridan nia avoir dit ceci à Toshawi. Plus tôt, le 28 mai 1868, le Républicain James Cavanaugh avait dit à la Chambre une chose semblable, qui aurait pu être attribué à tort à Sheridan. Le militant des droits civils, Mario Marcel Salas, commentant et extrapolant à partir du livre de Dee Brown, Enterre mon cœur à Wounded Knee : la longue marche des Indiens vers la mort, relatant le point de vue des Indiens sur l'histoire américaine, affirme que les mots de Sheridan furent confirmés par Tosawi. Salas prétend que, quelle que soit sa version, la citation est correcte et qu'elle fait de Sheridan un raciste et un génocidaire. La tâche confiée à Sheridan, selon Brown, était de pourchasser et de tuer tous les Indiens qui refuseraient de céder leurs terres.

## Autres éléments de sa carrière

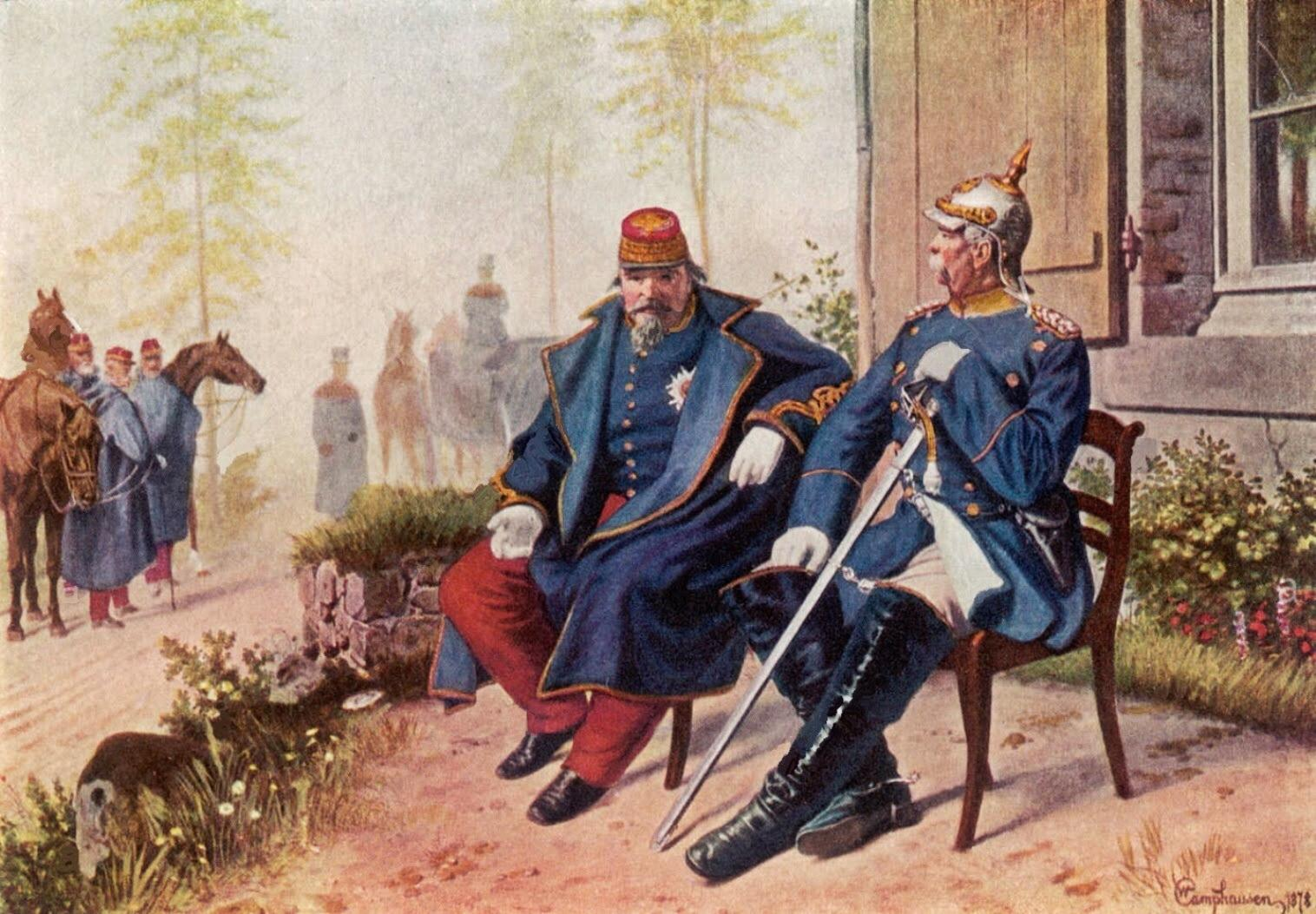
Napoléon III et Bismarck, le 2 septembre 1870 à Donchery, entrevue après la bataille de Sedan.

Sheridan est promu Lieutenant-général le 4 mars 1869. En 1870, Le président Grant, à la demande de Sheridan, l'envoie pour observer la guerre franco-prussienne et en faire un rapport. En tant qu'invité du roi de Prusse, il est présent lorsque Napoléon III se rend aux Allemands, ce qui n'est pas sans réjouir Sheridan à la suite de ses expériences avec les Français lors de la guerre du Mexique. Il sera présent à Paris lors des événements de la commune insurrectionnelle,,. Il fait ensuite un voyage en Europe puis rentre en Amérique, rapportant à Grant que bien que les Prussiens soient « de très braves camarades qui allèrent à chaque bataille avec la volonté de vaincre, [...] il n'y a rien à apprendre ici d'un point de vue professionnel ». Il critique leur utilisation de la cavalerie et compare leurs pratiques aux méthodes que Meade tenta de lui imposer.
En 1871, Sheridan se trouve à Chicago lorsque débute le Grand incendie, il y coordonne ensuite les moyens militaires de secours. Le maire pour calmer la panique, place la ville sous le régime de la loi martiale, puis publie une proclamation confiant à Sheridan cette responsabilité. Comme aucun désordre ne se produit, la loi martiale est abrogée après quelques jours. Bien que la résidence privée de Sheridan ait été épargnée, tous ses papiers personnels et professionnel furent détruits.
Le 1er novembre 1883, Sheridan succède à William Sherman en tant que Commanding General of the United States Army (commandement suprême), poste qu'il occupera pratiquement jusqu'à sa mort. Le 1er juin 1888, il est promu général de l'armée régulière (grade de « General of the Army of the United States », par une loi du Congrès du 1er juin 1888, le même grade qui échut précédemment à Grant et Sherman, qui équivaut à un général cinq étoiles, O-11, dans l'actuelle US Army, armée américaine).
De 1886 à 1888, Sheridan fut également commandant en chef du Military Order of the Loyal Legion of the United States, une organisation d'anciens combattants, « vétérans », de la guerre de Sécession.

## Yellowstone

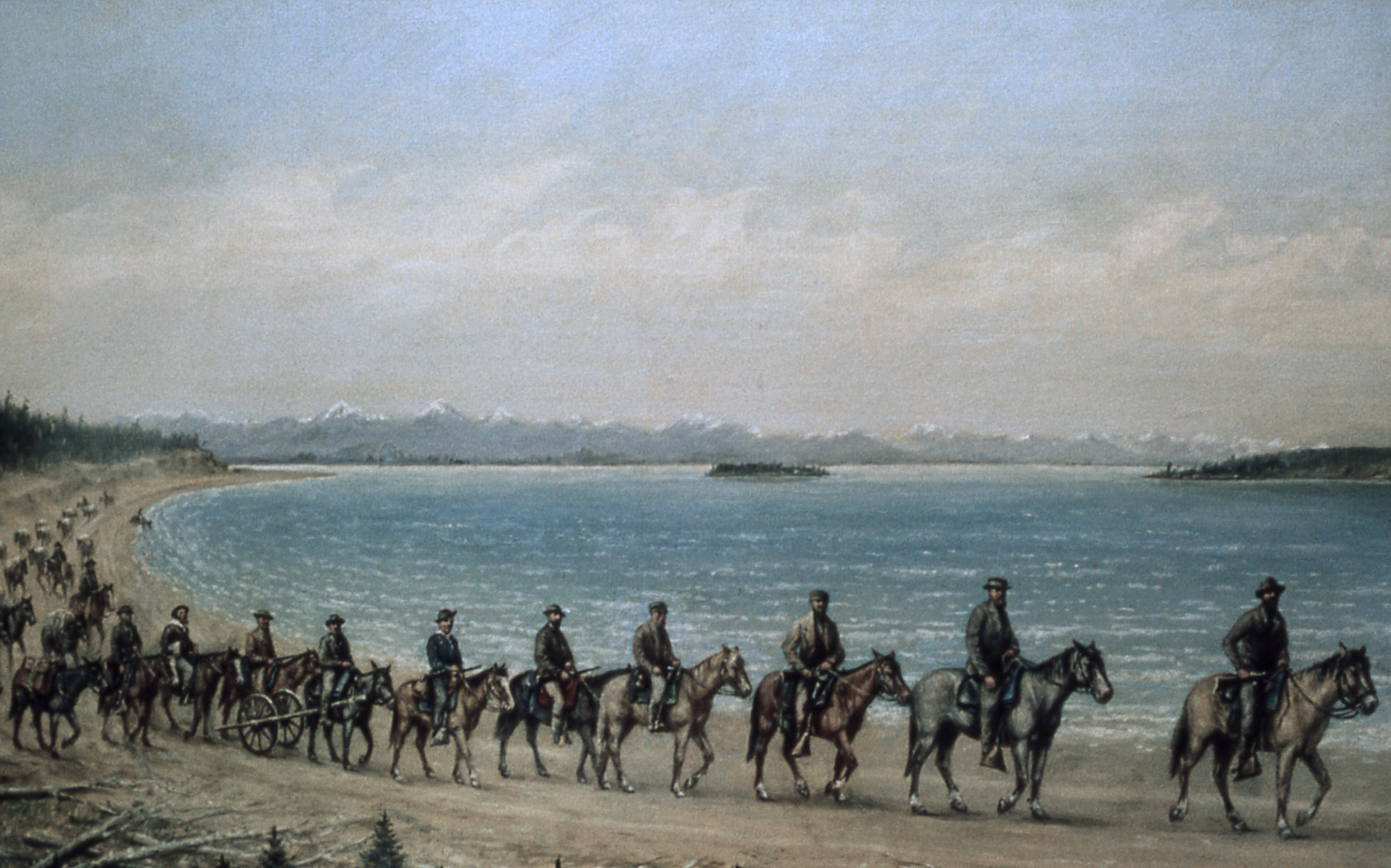
L'expédition Hayden à Yellowstone, peinture de William Henry Jackson.

La protection de la région de Yellowstone fut la croisade personnelle de Sheridan. Il autorisa le lieutenant Gustavus Doane à escorter l'expédition Washburn en 1870 puis le capitaine John Barlow à escorter l'expédition Hayden en 1871. Dès 1875, Sheridan organise le contrôle militaire de la région pour prévenir la destruction de la nature et de la vie sauvage.
En 1882, le Département de l'Intérieur autorisa la Yellowstone Park Improvement Company à développer une zone de 16 km2 dans le parc. Leur ambition était de construire une voie ferrée dans le parc et de vendre les terrains à des promoteurs immobiliers. Sheridan organisa personnellement l'opposition au projet et fit du lobbying auprès du Congrès pour protéger le parc, par l'extension du contrôle militaire, la réduction du projet à 40 000 m2 et l'interdiction de louer des terrains près des points remarquables du parc. Il organisa en outre une visite du lieu pour le président Chester A. Arthur et d'autres hommes influents. Son lobbying porta rapidement ses fruits. Une annexe fut ajoutée à la Sundry Civil Bill de 1883, donnant à Sheridan et ses partisans pratiquement tout ce qu'ils avaient réclamé. En 1886, après une série de superintendants se montrant incapables à ses yeux, Sheridan donna l'ordre au 1st U.S. Cavalry de prendre en charge le parc. Les militaires administrèrent Yellowstone jusqu'en 1916, où il est transféré sous la juridiction du National Park Service.

## Vie privée
Le 3 juin 1875, Sheridan épousa Irene Rucker, la fille du quartier-maître général de l'Armée Daniel Rucker. Elle avait alors 22 ans et lui 44. Ils eurent quatre enfants : Mary, née en 1876, des jumelles, Irene et Louise, en 1877, et Philip, Jr., en 1880. Après son mariage, Sheridan et sa femme déménagèrent à Washington. Ils y vécurent dans une maison qui leur fut offerte par les citoyens de Chicago, en remerciement de l'aide apportée par Sheridan lors du Grand incendie de 1871.
Philip Sheridan subit une série de sérieuses attaques cardiaques deux mois après avoir envoyé ses mémoires à son éditeur. Bien qu'âgé seulement de 57 ans, une vie rude, de dures campagnes, l'amour de la bonne chère et de la boisson réclamaient leur dû. Mince dans sa jeunesse, il approchait alors un poids de 100 kg. Après sa première attaque, le Congrès vota un texte pour le promouvoir au grade de général, il en fut averti par une délégation du Congrès et, malgré la douleur, il en ressentit une profonde joie. Sa famille, pour lui épargner la chaleur régnant alors à Washington, l'emmena dans sa maison de vacances de Nonquitt dans le Massachusetts, où il mourut. Sa dépouille fut ramenée à Washington, et il fut inhumé sur la colline face à la capitale près de Arlington House dans le cimetière national d'Arlington. Ses obsèques permirent de mettre en évidence l'importance nationale du cimetière d'Arlington. Sa femme Irene ne se remaria jamais, disant « Je préfère être la veuve de Phil Sheridan plutôt que la femme de n'importe quel homme vivant. »
Philip Sheridan Jr. suivit les traces de son père et obtint son diplôme à West Point en 1902. Il servit comme lieutenant de cavalerie, aide de camp militaire du président Theodore Roosevelt, puis à Washington à l'état-major général. Il fut aussi emporté par une attaque cardiaque à l'âge de 37 ans, en 1918.

## Quelques hommages posthumes

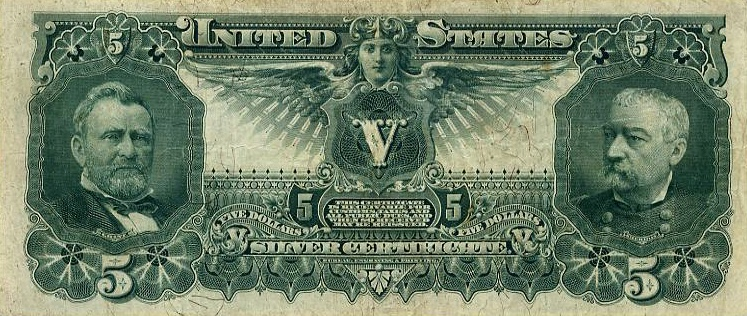
Billet de 5 $ (Silver Certificate) de 1896 avec les bustes de Ulysses S. Grant et de Sheridan.

- Fort Sheridan dans l'Illinois fut ainsi nommé en remerciement des services rendus par le général Sheridan à la ville de Chicago.
- Le char d'assaut M551 Sheridan lui doit son nom.
- Le mont Sheridan à Yellowstone fut ainsi nommé par le capitaine John W. Barlow en 1871, en l'honneur du général.
- On trouve un portrait de Sheridan sur le billet de 10 $ de 1890 et 1891[65]. Son buste se trouve également sur le Silver Certificate de 5 $ de 1896.
- De nombreux comtés, villes et villages portent son nom, comme les comtés de Sheridan dans le Dakota du Nord, le Wyoming, le Kansas, les villes de Sheridan au Montana, Wyoming, Arkansas, ou Oregon.
- À New York, le Sheridan Square[66] dans Greenwich Village où l'on peut voir sa statue (station de Métro Christopher Street-Sheridan Square). À Washington, le Sheridan Circle[67], contenant la statue General Philip Sheridan, et la Sheridan Street[68].
- Dans la chanson Chanteur de jazz, Michel Sardou parle de la statue du général à New York : « Un orchestre mendiait sous les sabots du cheval du vieux héros général Sheridan ».

## Cinématographie
En 1954, quatre ans après La Flèche brisée, Delmer Daves, dans le western L'Aigle solitaire, oppose l'armée américaine aux Modocs. Le général Sheridan y apparaît comme un belliciste opposé au président pacifiste Ulysse Grant. Le second ramène à la raison le premier, lorsque celui-ci propose d'« exterminer les Modocs ».